# Чаудри, Хамза
Ха́мза Дьюан Ча́удри (англ. Hamza Dewan Choudhury; 1 октября 1997, Лафборо) — бангладешский футболист, полузащитник клуба «Лестер Сити» и сборной Бангладеш.

## Клубная карьера
Чаудри тренировался в футбольной академии «Лестер Сити» с 16-летнего возраста. В феврале 2016 года отправился в аренду в клуб «Бертон Альбион». 27 февраля 2016 года дебютировал в составе «пивоваров», выйдя на замену в матче Лиги 1 против «Уолсолла». Перед началом сезона 2016/17 вновь отправился в аренду в «Бертон Альбион». 6 августа 2016 года дебютировал в Чемпионшипе в матче против «Ноттингем Форест», отдав в той игре голевую передачу на партнёра.
19 сентября 2017 года Хамза дебютировал в основном составе «Лестер Сити», выйдя на замену Уилфреду Ндиди в матче третьего раунда Кубка Английской футбольной лиги против «Ливерпуля». 28 ноября 2017 года Чаудри дебютировал в Премьер-лиге, выйдя на замену Синдзи Окадзаки в матче против «Тоттенхэм Хотспур». 14 апреля 2018 года впервые вышел в стартовом составе «Лестера» в Премьер-лиге в игре против «Бернли».

## Карьера в сборной
26 мая 2018 года Хамза Чаудри дебютировал в составе сборной Англии до 21 года, выйдя на замену в матче против сборной Китая в рамках Тулонского турнира. Провёл на турнире четыре матча, включая победный финал против Мексики.
9 февраля 2025 года Хамза был включен в предварительный состав Бангладеш на отборочный матч Кубка Азии 2027 года против Индии. 25 марта 2025 года дебютировал за Бангладеш в матче против сборной Индии, который завершился вничью со счетом 0:0.

## Личная жизнь
Отец Хамзы родом из Гренады, а мать — из Бангладеш.
23 августа 2024 года Чаудри получил паспорт Бангладеш. 19 декабря 2024 года получил разрешение от ФИФА выступать за сборную Бангладеш.

## Достижения
«Лестер Сити»
- Обладатель Кубка Англии: 2020/21

Сборная Англии (до 21 года)
- Победитель Тулонского турнира: 2018[10]